# Andy García
Andrés Arturo García Menéndez (La Habana, 12 de abril de 1956), más conocido como Andy García, es un actor de cine cubanoestadounidense.

## Infancia y juventud
Hijo del abogado René García Núñez y de la profesora de inglés Amelie Menéndez.
En 1961, a los cinco años de edad, tras la imposición del régimen castrista en Cuba, su familia se exilió a Miami, Florida. Don René García Núñez también era propietario de una finca en Cuba, pero al exiliarse y tras las expropiaciones tuvieron que abandonar todo y empezar de cero, trabajando en lo que pudieron para sobrevivir. Tras varios años, la familia consiguió fundar una compañía de perfumes bastante importante en la industria de la época. García fue criado como católico. García cursó sus estudios secundarios en el instituto de Miami Beach, donde estudió también el actor Mickey Rourke. García jugaba en el equipo de baloncesto de Miami Beach High School. Durante su último año en el instituto, se puso gravemente enfermo de una infección de mononucleosis, lo que le indujo de alguna manera a pensar en el cine como carrera.

## Carrera

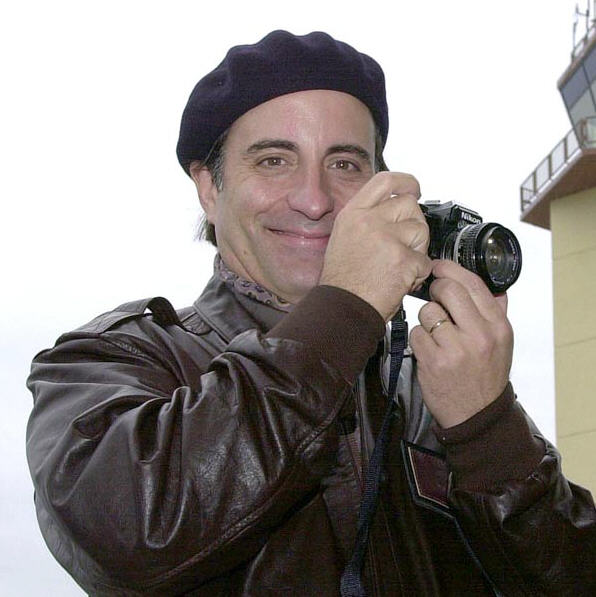
García en la base aérea Incirlik, en Turquía, 7 de diciembre de 2001.

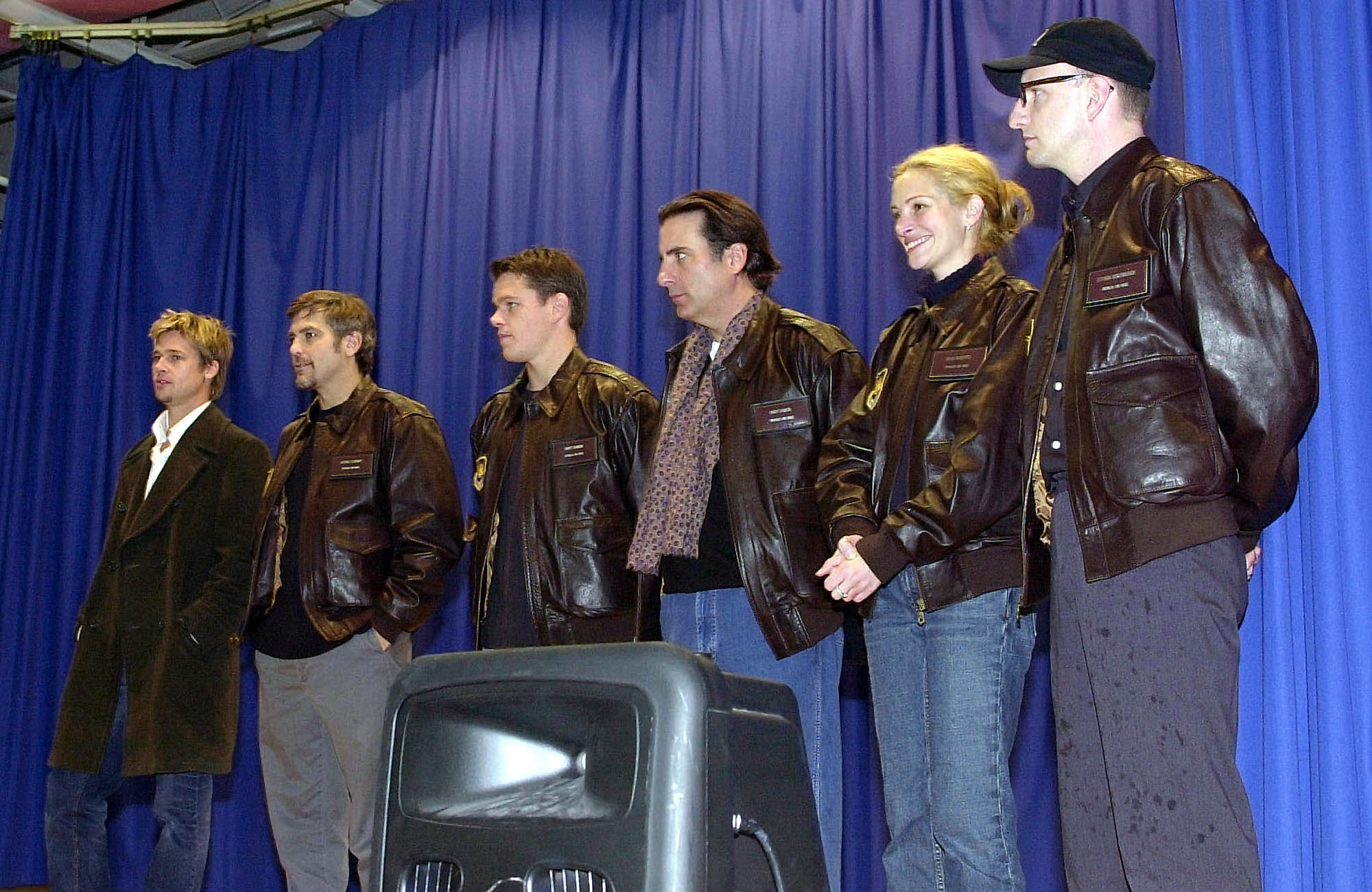
Brad Pitt, George Clooney, Matt Damon, Andy García y Julia Roberts, los personajes principales de Ocean's Eleven, con el director Steven Soderbergh, diciembre de 2001

García comenzó a actuar en la Universidad Internacional de Florida, y poco después partió hacia Hollywood. Comenzó su carrera con papeles breves y cuando no tenía trabajo en la industria del cine se dedicaba a escribir en una chabola.
Debutó en la actuación como miembro de una banda en el primer episodio de la famosa serie estadounidense Hill Street Blues. En 1986 tuvo un papel en la película Ocho millones de maneras de morir que atrajo la atención del director Brian De Palma que le brindó la oportunidad de participar en Los intocables de Eliot Ness, película que fue el pistoletazo de salida de la carrera de Andy García. 
Los intocables de Eliot Ness (1987) está protagonizada por Kevin Costner, Sean Connery, Charles Martin Smith, Patricia Clarkson y Robert De Niro. La película, adaptada por David Mamet, sigue a Eliot Ness cuando forma el equipo policial de los Intocables para llevar a Al Capone ante la justicia durante la época de la Prohibición en Estados Unidos. La película recibió un amplio reconocimiento de la crítica y fue un éxito financiero. La película recibió cuatro nominaciones a los premios de la Academia, incluyendo una victoria por la actuación de Connery.
En 1989 Francis Ford Coppola comenzaba a buscar actores para El padrino III. El personaje de Vincent Mancini, el hijo de Sonny Corleone, era un papel jugoso que muchos actores codiciaban, que finalmente recayó sobre García. Dicha actuación le valió una nominación al Óscar como mejor actor de reparto, lo cual convirtió a García en una estrella mundialmente conocida. Además, ese mismo año, García actuó en el thriller de acción de Ridley Scott Lluvia negra con Michael Douglas. La película recibió críticas mixtas, pero fue un éxito financiero, ganando 134 millones de dólares.
García dejó constancia de su herencia cubana en su primera película como actor y director titulada The Lost City (2005), que incluyó las actuaciones de Dustin Hoffman y Bill Murray. En 2008 estrenó The Air I Breathe, junto con Sarah Michelle Gellar, Brendan Fraser y Kevin Bacon. En 2009 colaboró en dos de las canciones del nuevo disco de Lucrecia Pérez Sáez, titulado Álbum de Cuba.

## Vida privada

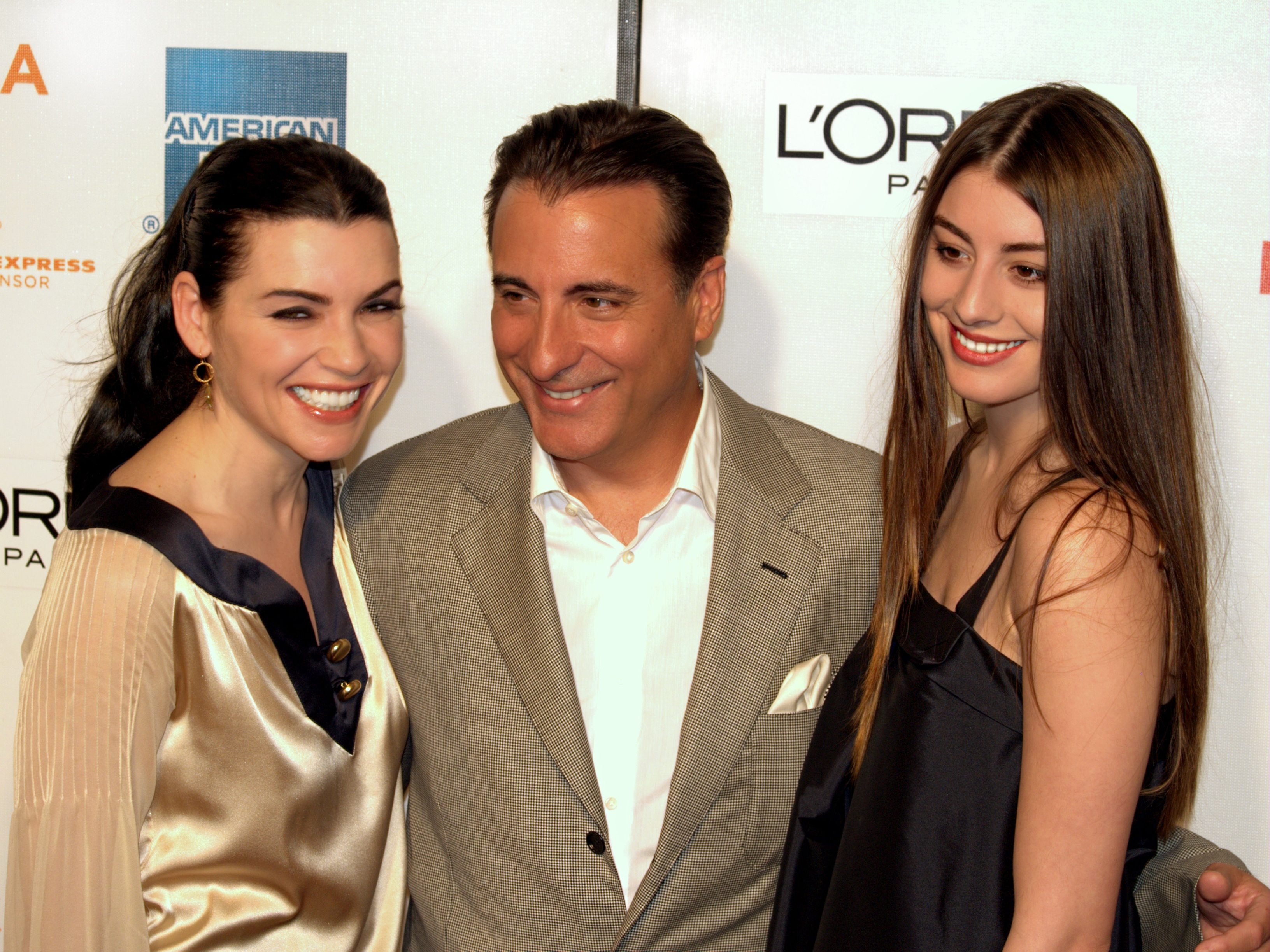
García en el Festival de cine de Tribeca 2009 con Julianna Margulies (izquierda) y su hija Dominik García-Lorido.

En 1982, García se casó con María Victoria «Mariví» Lorido. El matrimonio tuvo cuatro hijos: Dominik García-Lorido (n. 1983), Daniella (n. 1988), Alessandra (n. 1991) y Andrés (n. 2002). La familia divide su tiempo entre Toluca Lake (California) y Key Biscayne (Florida).
García ha expresado, en varias ocasiones, su disgusto por el régimen comunista que ha gobernado Cuba desde la revolución que se produjo allí de 1953 a 1959. Tras la muerte de Fidel Castro en noviembre de 2016, García criticó su legado, afirmando: «Es necesario que exprese el profundo dolor que siento por todo el pueblo cubano... que ha sufrido las atrocidades y represión provocadas por Fidel Castro y su régimen totalitario».
García es católico.

## Filmografía

### Como actor
- 1979: Guaguasi
- 1983: Blue Skies Again
- 1983: A Night in Heaven
- 1985: Llamada a un reportero
- 1986: Ocho millones de maneras de morir
- 1987: Los intocables de Eliot Ness
- 1988: 1969
- 1988: Clinton y Nadine
- 1988: Stand and Deliver
- 1988: Ruleta Americana
- 1989: Black Rain
- 1990: Asuntos sucios
- 1990: Bajo otra bandera
- 1990: El padrino III
- 1991: Morir todavía
- 1992: Héroe por accidente
- 1992: Jennifer 8
- 1994: Cuando un hombre ama a una mujer
- 1995: Things to Do in Denver When You're Dead
- 1995: Steal Big, Steal Little
- 1996: La noche cae sobre Manhattan
- 1996: Muerte en Granada
- 1997: Hoodlum
- 1997: Medidas desesperadas
- 1999: Voto decisivo
- 1999: Como caído del cielo
- 2001: Ocean's Eleven
- 2001: The Man from Elyssian Fields
- 2001: The Unsaid
- 2002: For Love or Country:
- 2003: Confidence
- 2004: Twisted
- 2004: Ocean's Twelve
- 2005: The Lost City
- 2006: Modigliani
- 2007: Cuatro vidas
- 2007: Ocean's Thirteen
- 2007: Smokin' Aces
- 2008: Beverly Hills Chihuahua
- 2008: The Line
- 2009: The Pink Panther 2
- 2009: New York, I Love You
- 2009: City Island
- 2010: Across the Line
- 2011: 5 Days of August
- 2012: Cristiada
- 2012: A Dark Truth[17]
- 2013: At Middleton
- 2013: Christmas in Conway
- 2014: Let's Be Cops
- 2014: Kill the Messenger
- 2014: Río 2
- 2016: Cazafantasmas
- 2016: Max Steel
- 2016: Memorias de un asesino internacional
- 2016: Passengers
- 2016: Ballers
- 2017: Geostorm
- 2018: Mamma Mia! Here We Go Again
- 2018: The Mule
- 2018: Book Club
- 2020: Words on Bathroom Walls
- 2020: Ana
- 2021: Wrath of Man
- 2022: El padre de la novia
- 2023: Book Club: The Next Chapter[18]
- 2023: Pain Hustlers[19]
- 2023: Expend4bles
- 2023: Miranda's Victim[20]
- 2024: What About Love

### Como director
- 2005: The Lost City

## Premios y nominaciones
Premios Óscar
| Año  | Categoría              | Película       | Resultado |
| ---- | ---------------------- | -------------- | --------- |
| 1991 | Mejor actor de reparto | El padrino III | Nominado  |

Globos de Oro
| Año  | Categoría                                            | Película                                          | Resultado |
| ---- | ---------------------------------------------------- | ------------------------------------------------- | --------- |
| 2000 | Globo de Oro al mejor actor de miniserie o telefilme | Por amor o patria: la historia de Arturo Sandoval | Candidato |
| 1990 | Globo de Oro al mejor actor de reparto               | El padrino III                                    | Candidato |